# Rezsabek Nándor
Rezsabek Nándor (Budapest, 1972. április 15. –) alkalmazott környezetkutató, üzemmérnök, tudományos újságíró, blogger, a Tudományos Újságírók Klubjának tagja.

## Életpályája
Felsőfokú tanulmányai során a Bánki Donát Műszaki Főiskola Szervezési és Informatika Szakán 1993-ban üzemmérnök, a Wesley János Lelkészképző Főiskola Környezettan Szakán 2020-ban alkalmazott környezetkutató diplomákat szerzett. 1993-tól 1999-ig és 2001-2013 között a Puskás Tivadar Közalapítványnál dolgozott, annak minőségügyi, környezetirányítási valamint információbiztonsági vezetője volt. 2013-tól az IFKA Iparfejlesztési Közhasznú Nonprofit Kft. munkatársként minőségügyi vezetői, szakmai titkári, titkársági koordinációs vezetői és koordinációs vezetői beosztásokat tölt be. 2006 óta a Magyar Minőség Társaság igazgatótanácsi, 2007-tel kezdődően a Magyar Minőség szakfolyóirat szerkesztőbizottsági tagja, 2014-től 2018-ig a Magyar Minőség Társaság elnöke.
Mérnöki munkái mellett aktívan részt vett, mint Csillagászati ismeretterjesztő 2000–2002 és 2003–2007 között a Magyar Csillagászati Egyesület (MCSE) Kiskun Csoport elnevezésű kiskunsági helyi csoportjának szervezője és vezetőjeként.  2004-től 2011-ig az MCSE csillagászattörténeti honlapjának, a csillagászattörténet.csillagászat.hu-nak a főszerkesztőjeként működött, ezalatt az időszak alatt a Kulin György csillagász születésének 100. évfordulója alkalmából 2005-ben az MCSE által indított Kulin György emlékoldalt is szerkesztette. 2009-től 2015-ig az újjászülető, Szentmártoni Béla alapította Albireo Amatőrcsillagász Klub (AAK - Albireo Amatőrcsillagász Klub Közhasznú Egyesület) elnöke volt, valamint 2012-től csillagászattörténeti szakterületi csoportvezetője. 2010-2012 között a gyermekeknek szóló természettudományos ismeretterjesztő magazin, a Süni csillagászati szerkesztőjeként, valamint a Vadon természettudományos népszerűsítő folyóirat csillagászati rovatvezetőjeként tevékenykedett. 2015-től 2020-ig a Magyar Csillagászati Egyesület csillagaszat.hu portáljának csillagászattörténeti rovatvezetője,
Szakíróként több, mint 500 csillagászati, csillagászattörténeti, helytörténeti, életrajzi és minőségügyi ismeretterjesztő nyomtatott publikáció és szakcikk szerzője. Írásait többek között az Élet és Tudomány, a Természet Világa, a Magyar Tudomány, a Magyar Geofizika, a Geográfus Hírlevél, a Süni, a Vadon, az Új Köznevelés, a Meteor, az Albireo, a Draco valamint a Magyar Minőség, Új Ember, a Keresztény Élet, az Evangélikus Élet és a Képmás című lapok közölték. Öt csillagászattörténeti kötete, két könyvfejezete, két irodalmi műve, egy könyvfordítása látott napvilágot. Két tudományos népszerűsítő internetes oldal és blog szerkesztőjeként és bloggereként is ismert (Planetology.hu és Rezsabek Nándor ScienceBlog).
|  |  |  |  |  |

## Könyvei
- Rezsabek Nándor: Fejezetek a Magyar Csillagászati Egyesület történetéből (1946-1949). Budapest, 2005. MCSE. ISBN 963-217-530-1[11]
- Rezsabek Nándor: Interjú Blahó Nórával. In: Keszthelyiné Sragner Márta: Az égbolt mindenkié. Emlékkötet Kulin György születésének 100. évfordulójára. Budapest, 2005. MCSE. ISBN 963-218-243-X
- Rezsabek Nándor-Sragner Márta: Az ismeretlen (?) Hédervári Péter. Vulkánoktól a csillagok világáig. Budapest, 2008. Aura Kiadó. ISBN 978-963-7913-35-8
- Rezsabek Nándor: Emlékeim Szentmártoni Béláról. Beszélgetés Mátis Andrással. In: Mélyég csodák magyar szemmel. Szentmártoni Béla emlékére. Sragner Márta szerk. Budapest, 2009. MCSE. ISBN 978-963-87597-2-6
- Rezsabek Nándor: Az utolsó magyar polihisztor. Mahler Ede kronológus emlékezete. Budapest, 2010. Aura Kiadó. ISBN 978-963-7913-39-6[12]
- Rezsabek Nándor: Tudomány, technika, irodalom. Sztrókay Kálmán emlékezete. Budapest, 2012. Aura Kiadó. ISBN 978-963-7913-42-6[13]
- Rezsabek Nándor: Költő a Naprendszerből. Zerinváry Szilárd tudományos ismeretterjesztő emlékére. Budapest, 2014. Szerzői kiadás. ISBN 978-963-08-9626-9
- Murphy, Glenn: Az űr. A teljes kozmikus sztori. Fordította Jankovics Teodóra és Rezsabek Nándor. Budapest, 2016. Ventus Libro Kiadó. ISBN 978-615-5535-60-4
- Rezsabek Nándor: Bolygó-etűd. Lírikus és epikus szilánkok. Budapest, 2017. Aura Kiadó. ISBN 978-963-7913-54-9
- Rezsabek Nándor: Hold-opusz. Budapest, 2019. Aura Kiadó. ISBN 978-963-7913-56-3